# Der er ingenting i verden så stille som sne
Der er ingenting i verden så stille som sne blev skrevet af Helge Rode i 1896. Det findes tre melodier til teksten, skrevet af Thomas Laub (1857 – 1927) og af hans elev, Povl Hamburger (1901 – 1972), i 1937 samt af Klaus Brinch (1939-2020)